# Proposizione finale in greco antico
La proposizione finale del greco antico, come quella italiana, è una frase subordinata che indica il fine o scopo dell'azione espressa nella frase reggente.

## Formazione
Essa fa parte delle cosiddette proposizioni avverbiali o circostanziali: contengono un'integrazione non indispensabile della reggente, possono distinguersi in finali, consecutive, temporali, causali, condizionali, comparative. Le proposizioni finali possono essere introdotte da ἵνα, ὡς, presentano il congiuntivo in dipendenza di tempi storici, ma può essere usato anche l'ottativo obliquo; con la negazione μή si può presentare una semplice congiunzione subordinante. La finale si può esprimere anche in "modo implicito" con l'infinito dipendente da un verbo in movimento, retto anche da preposizioni come εἰς e πρός. In greco antico solitamente si usa per la finale il participio futuro, oppure anche una sfumatura soggettiva con ὡς. Le proposizioni consecutive sono introdotte da ὥστε, presentano l'infinito quando esprimono una conseguenza vista come possibile o come di ambito generale a prescindere dalla singola realizzazione, e l'indicativo per una conseguenza vista come reale e legata al singolo avvenimento. Nel primo caso la negazione è μή, nell'altro οὐ. Nelle implicite il soggetto se diverso da quello della reggente, è espresso in accusativo. Le proposizioni temporali sono espresso in forma esplicita con l'indicativo, possono presentare l'ottativo obliquo in dipendenza da tempo storico, ma anche con un congiuntivo eventuale accompagnato da particella ἄν; le "eventuali" hanno la particella ὅταν.

### Finali esplicite
Sono introdotte dalle congiunzioni ἵνα, ὡς, ὅπως, nel caso di negazione accompagnate da μή + il tempo del congiuntivo quando si è in dipendenza dai tempi principali, o storici; dell'ottativo in dipendenza solo di tempi storici. Le completive dei verba curandi sono rese come le finali, con  ὅπως + indicativo futuro. Le relative improprie con valore finale sono rese con il pronome relativo + indicativo futuro.
- Esempio col congiuntivo: Δίκαιος ἴσθι, ἵνα καὶ δικαίων τυγχάνῃς (Sii tu giusto, affinché tu incontri persone giuste)

- Esempio con l'ottativo: Πολλὰς προφάσεις Κῦρος εὕρισκεν, ἵνα ὑμᾶς τε ἀπαρασκεύους λάβοι (Ciro trovò molti pretesti, perché vi sorprendesse impreparati)

### Finali implicite
Si rendono col participio futuro, e raramente al presente, in tal caso il verbo è preceduto da ὡς; poi con l'infinito semplice in dipendenza dai verbi come δίδωμι, παρέχω, πέμπω. Raramente si usa il genitivo dell'infinito sostantivato in funzione finale, scrivendo nel periodo il soggetto al genitivo + infinito + complemento. L'infinito sostantivato è preceduto dalle preposizioni ὑπέρ, ἕνεκα τοῦ.
- Esempio col participio futuro: Πρέσβεις ἥκουσιν ὡς τὴν εἰρήνην αἰτήσοντες (Sono arrivati degli ambasciatori per chiedere la pace)

- Esempio con l'infinito: Παρέχω ἐμαυτὸν ἐρωτᾶν (Mi offro per essere interrogato)